# Mikko Heikka

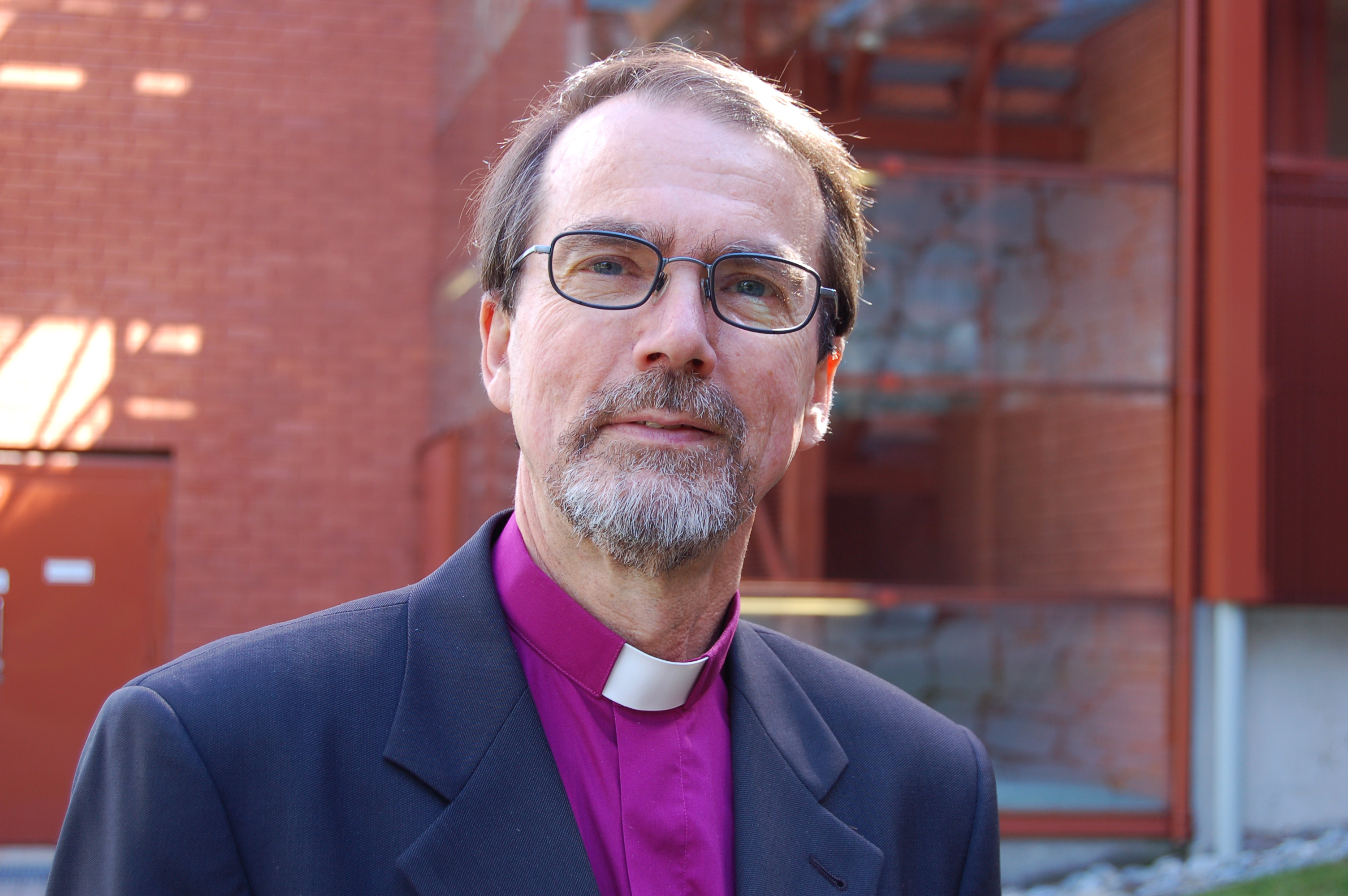
Mikko Heikka

Mikko Heikka (* 19. September 1944 in Ylitornio, Finnland) war von 2004 bis 2012 Bischof des Bistums Espoo in der Evangelisch-Lutherischen Kirche Finnlands.

## Leben
Heikka  studierte nach seiner Schulzeit evangelische Theologie an der Universität Helsinki. 1968 wurde Heikka zum Pastor ordiniert. Zum Doktor in Theologie wurde er 1983 promoviert. Heikka wurde 2004 zum Bischof des Bistums Espoo gewählt.
Heikka ist verheiratet und hat vier Kinder.